# 기타카와치군

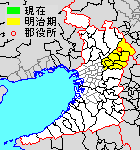
오사카부 기타카와치군의 위치

기타카와치군(北河内郡, きたかわちぐん은 오사카부에 있던 군이다.

## 군역
1896년 행정 구역으로 발족 당시의 군역은 모리구치시·히라카타시·네야가와시·다이토시·가도마시·시조나와테시·가타노시 및 오사카시 쓰루미구의 대부분에 해당한다.

## 역사

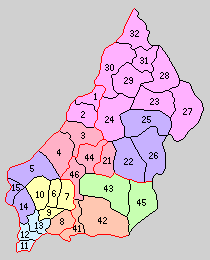
1.히라카타정 2.사다촌 3.도모로기촌 4.구카쇼촌 5.니와쿠보촌 6.오와다촌 7.시노미야촌 8.난고촌 9.후타시마촌 10.가도마촌 11.이마즈촌 12.후루미야촌 13.모로쓰쓰미촌 14.산고촌 15.모리구치정 21.미즈모토촌 22.호시다촌 23.쓰다촌 24.가와고에촌 25.가타노촌 26.이와후네촌 27.히무로촌 28.스가와라촌 29.야마다촌 30.마키노촌 31.쇼다이촌 32.구즈하촌 41.스미노도촌 42.시조촌 43.고카촌 44.도요노촌 45.다와라촌 46.네야가와촌 (하늘색: 오사카시 왼쪽 보라: 모리구치시 분홍: 히라카타시 빨강: 네야가와시 주황: 다이토시 노랑: 가도마시 녹색: 시조나와테시 오른쪽 보라: 가타노시)

- 1896년 4월 1일 - 군제 시행에 따라 맛타군·가타노군·사사라군의 구역으로 기타카와치군이 발족.(2정 31촌)
  - 구 맛타군(2정 13촌) - 히라카타정(枚方町), 사다촌(蹉跎村)(현 히라카타시), 도모로기촌(友呂岐村), 구카쇼촌(九個荘村)(현 네야가와시), 니와쿠보촌(庭窪村)(현 모리구치시), 오와다촌(大和田村), 시노미야촌(四宮村)(현 가도마시), 난고촌(南郷村)(현 다이토시), 후타시마촌(二島村), 가도마촌(門真村)(현 가도마시), 이마즈촌(今津村), 후루미야촌(古宮村), 모로쓰쓰미촌(諸堤村)(현 오사카시 쓰루미구), 산고촌(三郷村), 모리구치정(守口町)(현 모리구치시)
  - 구 가타노군(12촌) - 미즈모토촌(水本村)(현 네야가와시), 호시다촌(星田村)(현 가타노시), 쓰다촌(津田村), 가와고에촌(川越村)(현 히라카타시), 가타노촌(交野村), 이와후네촌(磐船村)(현 가타노시), 히무로촌(氷室村), 스가와라촌(菅原村), 야마다촌(山田村), 마키노촌(牧野村), 쇼다이촌(招提村), 구즈하촌(樟葉村)(현 히라카타시)
  - 구 시사라군(6촌) - 스미노도촌(住道村), 시조촌(四条村)(현 다이토시), 고카촌(甲可村)(현 시조나와테시), 도요노촌(豊野村)(현 네야가와시), 다와라촌(田原村)(현 시조나와테시), 네야가와촌(寝屋川村)(현 네야가와시)
- 1898년 4월 1일 - 군제 시행.
- 1902년
  - 4월 1일 - 이마즈촌이 히가시나리군 에노모토촌에 편입.(2정 30촌)
  - 7월 7일 - 모로쓰쓰미촌의 일부가 히가시나리군 에노모토촌에 편입.
- 1932년 4월 1일 - 고카촌이 개칭하여 시조나와테촌(四條畷村)이 됨.
- 1935년 2월 11일 - 마키노촌·쇼다이촌이 합병하여, 도노야마정(殿山町)이 발족.(3정 28촌)
- 1936년 12월 1일 - 산고촌이 정제 시행으로 산고정(三郷町)이 됨.(4정 27촌)
- 1937년 1월 1일 - 스미노도촌이 정제 시행으로 스미노도정(住道町)이 됨.(5정 26촌)
- 1938년 11월 3일 - 히라카타정·도노야마정·야마다촌·구즈하촌·가와고에촌·사다촌이 합병하여, 새로이 히라카타정이 발족.(4정 22촌)
- 1939년
  - 4월 1일 - 가도마촌이 정제 시행으로 가도마정(門真町)이 됨.(5정 21촌)
  - 6월 1일 - 모로쓰쓰미촌·후루미야촌이 합병하여, 맛타정(茨田町)이 발족.(6정 19촌)
  - 7월 1일 - 가타노촌·이와후네촌이 합병하여, 가타노정(交野町)이 발족.(7정 17촌)
- 1940년 11월 15일 - 쓰다촌·히무로촌·스가와라촌이 합병하여, 쓰다정(津田町)이 발족.(8정 14촌)
- 1943년
  - 2월 1일 - 구카쇼촌이 정제 시행으로 구카쇼정(九個荘町)이 됨.(9정 13촌)
  - 4월 1일 - 도모로기촌·구카쇼정·도요노촌·네야가와촌이 합병하여, 네야가와정(寝屋川町)이 발족.(9정 10촌)
- 1946년 11월 1일 - 모리구치정·산고정이 합병하여, 모리구치시(守口市)가 발족, 군에서 이탈.(7정 10촌)
- 1947년
  - 7월 1일 - 시조나와테촌이 정제 시행으로 시조나와테정(四條畷町)이 됨.(8정 9촌)
  - 8월 1일 - 히라카타정이 시제 시행으로 히라카타시(枚方市)가 되어, 군에서 이탈.(7정 9촌)
- 1948년 4월 1일 - 니와쿠보촌이 정제 시행으로 니와쿠보정(庭窪町)이 됨.(8정 8촌)
- 1951년 5월 3일 - 네야가와정이 시제 시행으로 네야가와시(寝屋川市)가 되어, 군에서 이탈.(7정 8촌)
- 1952년 4월 1일 - 시조촌이 정제 시행으로 시조정(四条町)이 됨.(8정 7촌)
- 1955년
  - 4월 1일 - 가타노정·호시다촌이 합병하여, 새로이 가타노정이 발족.(8정 6촌)
  - 4월 3일 - 맛타정이 오사카시에 편입.조토구의 일부이 됨.(7정 6촌)
  - 10월 15일 - 쓰다정이 히라카타시에 편입.(6정 6촌)
- 1956년
  - 4월 1일 - 난고촌·스미노도정·시조정이 합병하여, 다이토시(大東市)가 발족, 군에서 이탈.(4정 5촌)
  - 9월 30일 - 오와다촌·시노미야촌·후타시마촌이 가도마정에 편입.(4정 2촌)
- 1957년 4월 1일 - 니와쿠보정이 모리구치시에 편입.(3정 2촌)
- 1961년
  - 6월 25일 - 다와라촌이 시조나와테정에 편입.(3정 1촌)
  - 6월 28일 - 미즈모토촌이 네야가와시에 편입.(3정)
- 1963년 8월 1일 - 가도마정이 시제 시행으로 가도마시(門真市)가 되어, 군에서 이탈.(2정)
- 1970년 7월 1일 - 시조나와테정이 시제 시행으로 시조나와테시(四條畷市)가 되어, 군에서 이탈.(1정)
- 1971년 11월 3일 - 가타노정이 시제 시행으로 가타노시(交野市)이 됨.同日北河内郡消滅.